# 炮兵观察员
炮兵观察员（英语：Artillery observer）或称为 artillery spotter也称为前進觀測员（forward observer ）。炮兵观察员负责指挥火炮和迫击炮对目标进行火力支援的军事人员，主要任务是发送目标位置以及必要时对弹着点进行修正。炮兵观察员通常随同坦克或步兵部队一起行动。观测员确保间接火力命中火力支援基地看不到的目标。

## 名称
现今各国对炮兵观察员有着不同的称呼：
英国：巡逻特别观察员（Patrols Special Observer ）
德国：前方观察员（Vorgeschobener Beobachter）
美国：联合火力支援专家(Joint Fire Support Specialist)
中国：炮兵观察员，炮兵观测员，炮兵侦察员，

## 历史背景
炮兵观察员是军事战术中的重要角色，早期历史可以追溯到19世纪。在这个时期，火炮的射程逐渐增加，为了提高炮兵的精确性和有效性，炮兵观察员的职责开始显现。
19世纪初，随着火炮技术的进步，炮兵观察员的任务逐渐演变。他们主要负责观察目标，确定距离和方向，并向炮手传达正确的数据，以便火炮能够精准地打击目标。这要求观察员具备精准的测量技能和地形分析能力。
随着工业化的推进，观察设备也得到改善。望远镜、测距仪等设备的引入，使炮兵观察员能够更准确地获取目标信息。而且，电报等通信技术的应用，使得观察员能够更迅速地将目标数据传达给火炮阵地。

到了第一次世界大战，炮兵观察员的角色变得更加关键。战争中的战术和技术革新，使得观察员需要更加灵活和敏锐地应对不断变化的战场环境。同时，飞机的出现也为观察员提供了新的视角，可以从空中获取目标信息，为火炮提供更准确的射击数据。

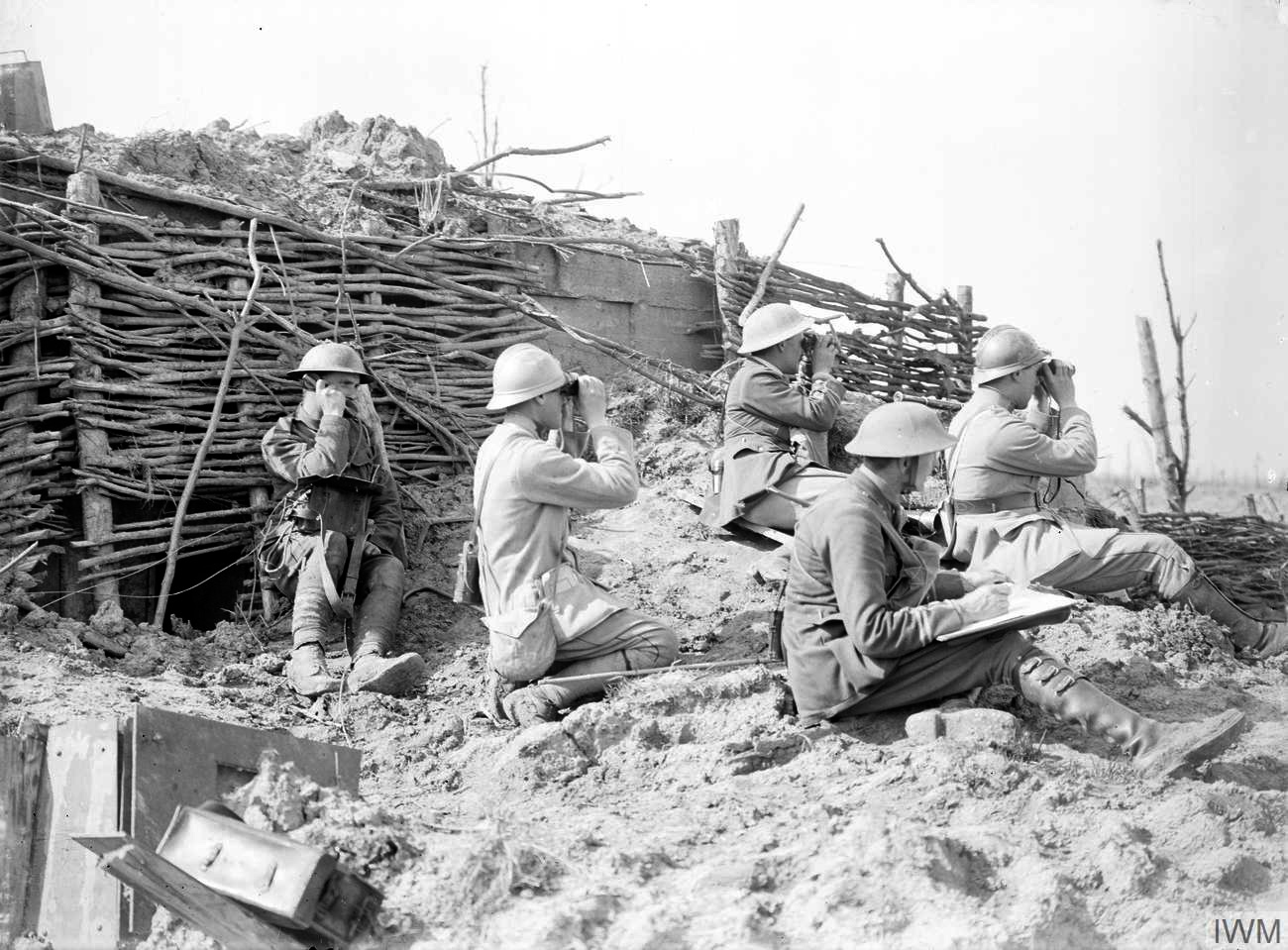
1917年，一次世界大战中的英法炮兵观察员

## 作用
炮兵观察员在战场上承担着以下主要作用：
- 提供战场情报：通过使用各种侦察设备和手段，炮兵观察员负责获取关于敌方位置、活动和目标情报的信息。这些信息对炮兵部队提供了作战决策的依据。
- 目标识别和确认：炮兵观察员在战场上负责确定敌方目标、友军位置和其他关键地理要素。他们通过使用望远镜、无人机、探头等设备，确保火力打击针对正确的目标。
- 数据传输与通信：炮兵观察员将收集到的情报通过高速、安全的通信手段传输给炮兵指挥部。这些数据包括目标坐标、距离、方位角等，为炮兵提供准确的射击指引。
- 火力支援协调：炮兵观察员与炮兵指挥官合作，制定并执行复杂的火力支援计划。他们需要考虑敌我双方的位置、地形、天候等因素，并协调不同的炮兵单位，以确保有效的火力打击。

## 差异
炮兵观察有两种截然不同的流派，主要差异在于是否有火炮指挥权。

### 英国流派
英国流派炮兵观察员拥有炮兵指挥权，可以向炮组下令开火，包括要求发射弹药的类型和数量。二次世界大战中德国和苏联比较倾向这种方法。

### 美国流派
美国的炮兵观察员通常向其营或连的火力指挥中心（FDC）发送开火请求。FDC 决定允许的开火强度，并可能要求上级炮兵司令部进行额外的火力补充。

## 工作流程[4]

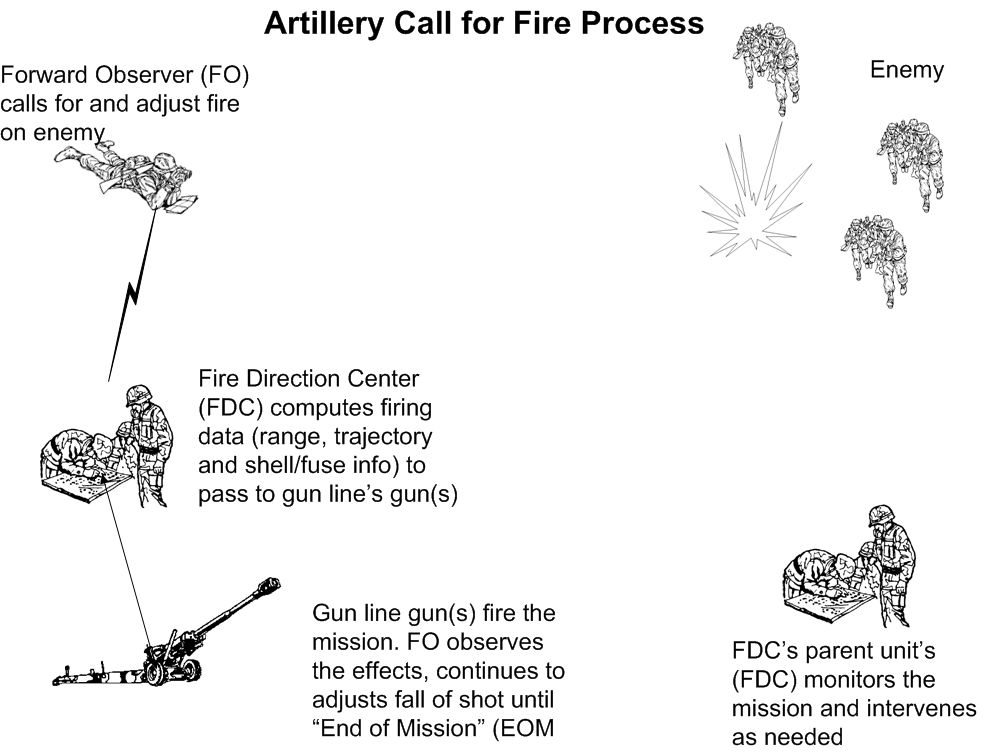
一份炮兵观察员作业流程的说明

炮兵观察员在执行任务时，通常遵循以下工作流程：
- 侦查和目标确认：炮兵观察员首先进行深入的侦查工作，使用各种手段（包括无人机[5]、望远镜、卫星图像等）收集有关敌方目标的情报，并核实目标信息。
- 目标识别和跟踪：在战场上，炮兵观察员利用其专业训练和装备，通过观察、监听和其他手段确认目标的精确位置、特征和活动。
- 数据传输与通信：通过现代化的通信系统，炮兵观察员将收集到的目标信息迅速传送给炮兵指挥部，以供后者制定射击计划和命令。
- 火力支援协调：根据炮兵指挥部的指示，炮兵观察员制定火力支援计划，确定所需炮火数量和类型，并与各个炮兵单位进行有效配合，以提供精准、有效的火力打击。
- 指挥和监控：在火力打击过程中，炮兵观察员保持与炮兵指挥官的有效沟通，并根据实时情况调整火力支援方案，确保打击效果最大化。

## 能力要求
炮兵观察员最基本的2个技能是：
(i) 准确确定目标在地图上的位置的能力；
(ii) 准确确定弹着点位置的能力。

## 相关器材
炮兵观察员使用的仪器主要包括以下几种：

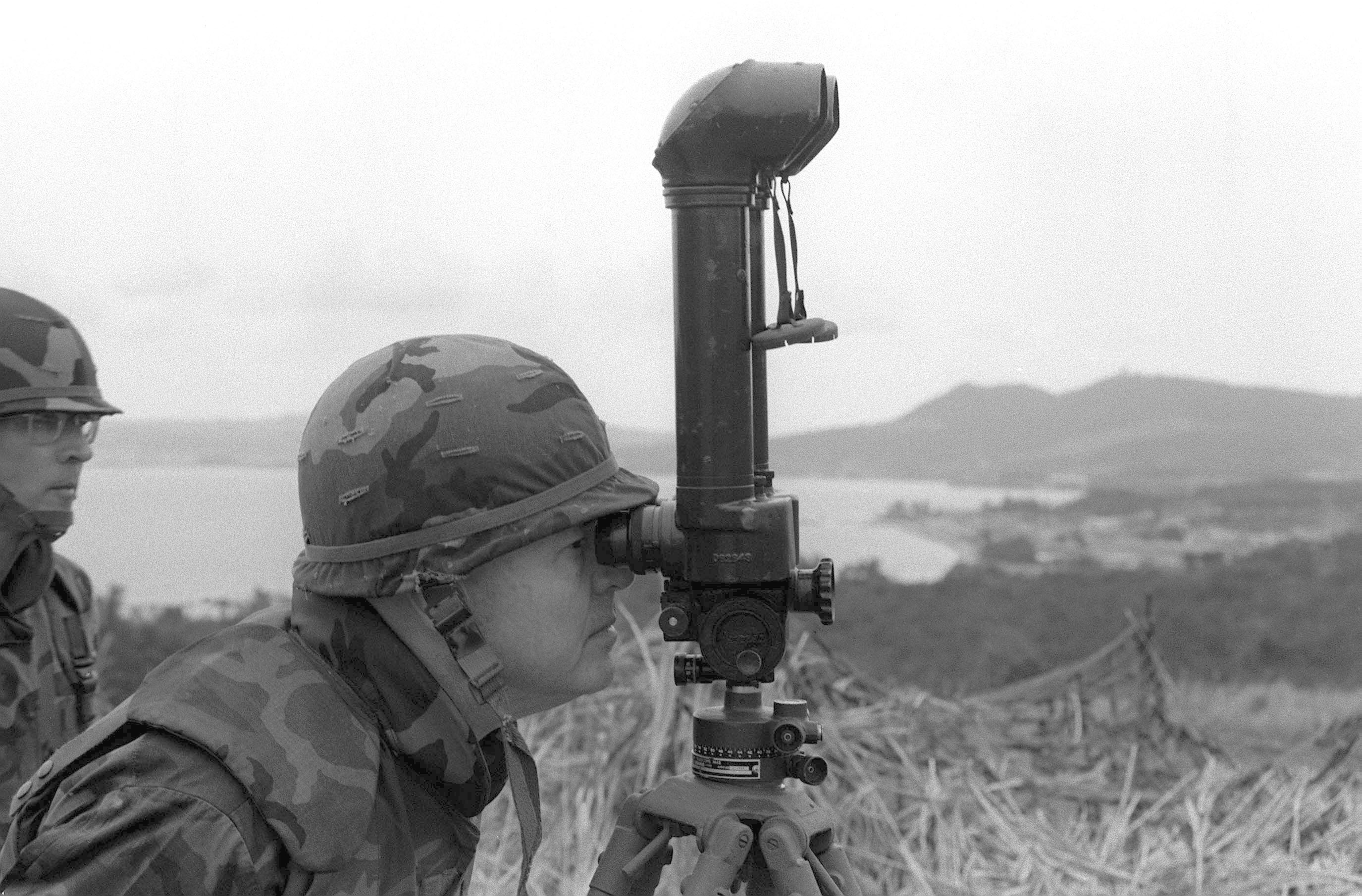
海军陆战队前总部参谋长德韦恩·格雷中将通过 M-65 炮队镜观察实弹射击

1. 望远镜：用于观察目标的位置、大小、形状、运动方向和速度等信息。
2. 测距仪：用于测量目标与观察点之间的距离，以便计算炮兵火力的射程和方向。
3. 炮隊鏡（battery commander’s telescope）：主要用它观察战场、搜寻目标、侦察地形，观察射击效果和测定炸点偏差量，也可用于测定炮阵地、观察所的坐标。炮队镜由两个单目镜筒组成的双筒潜望镜、方向测角机构、高低测角机构和三脚架组成 。
4. 象限仪（Quadran）：用于确定目标的方向和角度，以便计算炮兵火力的方向和角度。
5. 高度仪：用于确定目标的高度和海拔，以便计算炮兵火力的高度和仰角。
6. 气象仪：用于测量当前的天气和气候条件，以便根据气象条件调整炮兵火力。
7. 通信设备：用于与指挥所和其他观察员保持联系，传递观察信息和炮兵火力调整指令。
8. 弹道计算器：炮兵观察员使用计算器（计算尺，弹道计算机）计算目标的位置、距离、方向、角度和高度等信息，以便为炮兵火力提供准确的数据和信息。
9. 反炮兵雷达。[6]
10. 无人机

## 职业要求和训练内容

### 美国
美国陆军职业代码MOS 13F.申请人需要在军队职业倾向测验（Armed Services Vocational Aptitude Battery）得93-96分。另外需要获得安全许可，且对个人性格和行为进行非常彻底的调查。因为职责是充当前方观察员，因此还必须拥有良好的视力，包括具有正常的深度感知、无色盲和远视力允许使用矫正镜片。虽然不是强制性的，但在团队中表现良好，身体健康，做好在高压下工作的心理准备，以及多任务处理能力将有助于职业发展。专业培训在俄克拉荷马州锡尔堡举行，持续 11 周。将会掌握：操作无线电线通信和语音安全设备。包括编码和解码消息，以及建立和维护通信设备。将帮助培训下属的支援程序和战术，并在战斗行动中领导和培训前方观察员小组。 准备火力支援态势计划和地图、状态图、能力覆盖、目标列表和其他协调文件。
在战斗情况下，MOS 13F人员将准备观察员目标清单并协助制定进攻和防御火力支援计划，还将请求并调整野战火炮、迫击炮和海军炮火。这些士兵可能会被要求进行压制和掩护火力、选择观察哨、确定地图方向以及准备地形草图和图表。 

### 澳大利亚[4]
申请人必须年满 17 岁，拥有10年级或者同等学历，通过英语和数学考试，且成功通过身体健康评估。国籍必须是澳大利亚公民。其它需要通过工作机会评估（Job Opportunities Assessment ），并且最低服役2年。澳大利亚政府安全审查机构会对申请人进行安全背景调查。
入伍之后将在新南威尔士州沃加沃加卡普卡参加11周的陆军新兵课程接受体能训练、武器操作和射击、急救、演练和野战技能训练。之后在维多利亚州普卡普尼亚尔炮兵学校参加专业课程培训。课程内容包括：
基本战斗通信课程：学习设置、操作和维护通信设备和无线电，包括基本的高频战斗通信设备。
澳大利亚皇家炮兵通用入职训练（Royal Australian Artillery Common Induction Training）：学习炮兵程序以及如何使用轻武器系统和其他战斗装备。
专业战斗通信课程：学习如何使用高频无线电、卫星通信和现代数据传输设备实现现场团队通信。
联合火力小组课程：学习战场机动技术以及目标定位、识别和交战程序，将学习使用先进的轻武器系统以及数字和模拟通信系统。

## 相关出版物

### 美国
- MCRP 3-10F.2  支援武器观察员、观测员和控制员（Supporting Arms Observer,Spotter, and Controller）
- Field Artillery 野战炮兵（杂志）[8]
- ATP 3-09.23 《野战炮兵营》
- FM 3-09.21 《野战炮兵营的战术、技术和程序 (Tactics, Techniques, and Procedures For The Field)》[9]